# 大分県立臼杵商業高等学校
大分県立臼杵商業高等学校（おおいたけんりつ うすきしょうぎょうこうとうがっこう）は、大分県臼杵市に所在した公立の商業高等学校。1908年（明治41年）に開校した大分県で最も古い歴史を有する商業高校であった。高校統合に伴い、2014年（平成26年）3月1日に閉校した。
以下は特記しない限り、閉校時点での情報である。

## 設置学科
- 情報会計科
- 情報ビジネス科

## 所在地
- 〒875-0065 大分県臼杵市大字家野1445番地2

## 沿革
- 1908年（明治41年） - 私立の夜間商業学校として開校[2][1]。
- 1911年（明治44年） - 臼杵町立商業学校となる[1]。
- 1932年（昭和7年） - 大分県立臼杵商業学校となる[1]。
- 2011年（平成23年）- 本校と津久見高校、海洋科学高校とを統合し、新たに大分県立津久見高等学校が開校することになったため、 2012年（平成24年）度以降の入学生募集停止を決定した。
- 2014年（平成26年）3月1日 - 閉校。

## 高校再編
2012年（平成24年）4月に、本校と津久見高校、海洋科学高校とを統合し、新たに大分県立津久見高等学校が旧津久見高校の敷地に開校した（なお、海洋科学高校は大分県立津久見高等学校海洋科学校として校地が存続した。）。
ただし、本校に2012年3月に在校する生徒は新設校に移籍することなく本校に引き続き在学し、在学生が卒業する2014年（平成26年）3月1日に本校は閉校した。

## 出身者
- 浜名繁幸 - 元プロ野球選手
- KEIKO - globe (ヴォーカル)